# Monasterio de San Benito (Nursia)

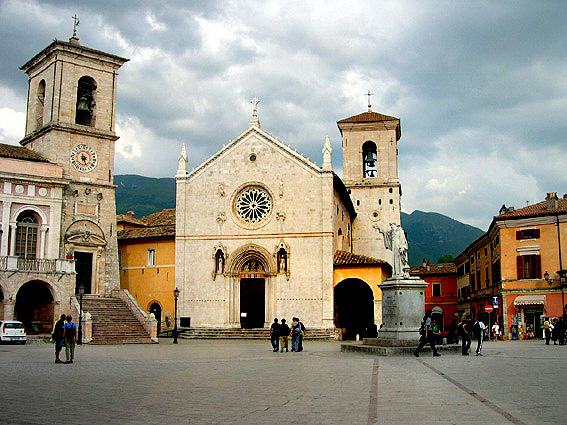
La antigua basílica de San Benito antes de que fuera destruida en 2016.

El Monasterio de San Benito en el monte (Italiano: Monastero di San Benedetto in Monte) es una comunidad benedictina masculina situada en la localidad de Nursia, en el centro de Italia.
Son conocidos por el uso exclusivo de la forma tridentina del rito romano, así como el oficio divino benedictino tradicional. También son famosos por la fabricación de cerveza y por haber lanzado un disco de canto gregoriano que alcanzó notable éxito en 2015.
Hasta el año 2016 eran los custodios de la Basílica de San Benito, situada en el centro de Nursia, encima del lugar de nacimiento de san Benito y santa Escolástica. Dicha basílica fue gravemente dañado por un terremoto en octubre de 2016 tras lo cual los monjes se desplazaron a las afueras de Nursia donde se encuentran rehabilitando un antiguo convento capuchino.

## Historia
La comunidad comenzó bajo la dirección del Padre Cassian Folsom, monje procedente de la St. Meinrad Archabbey, en Roma en 1998 bajo la protección del abad primado de la Confederación Benedictina. No obstante, tras la muerte de éste y la invitación del obispo de Spoleto-Norcia se trasladaron a Nursia donde no había habido una comunidad de monjes benedictinos desde 1810 tras la publicación de una serie de normas anticlericales napoleónicas.
En Nursia desde su fundación, la comunidad ha tenido un crecimiento constante de vocaciones. Para su sustento el monasterio fabrica cerveza y lanzó en un disco de canto gregoriano llamado Benedicta: Marian Chant from Norcia en 2015 que logró ser top 1 de música clásica en Billboard en su lanzamiento, top 2 en Amazon y top 40 en Itunes.
En 2024 el monasterio fue elevado a abadía.